# A Dűne gyermekei
A Dűne gyermekei (Children of the Dune) Frank Herbert 1976-os tudományos-fantasztikus regénye, a harmadik a Dűne című, hat regényből álló sorozatában. Eredetileg az Analog Science Fiction and Fact sorozatban jelent meg 1976-ban, és ez volt az utolsó Dűne-regény, amelyet a könyv megjelenése előtt sorozatoztak.
A Dűne Messiása végén Paul Atreides vak emberként a sivatagba sétál, ikergyermekeit Letót és Ghanimát a fremenekre bízza, míg húga, Alia régensként irányítja az univerzumot. Az anyaméhben a fűszertől felébresztett gyerekek örökösei Paul előrelátó víziójának a világegyetem sorsáról, amely szerepre Alia kétségbeesetten vágyik. A Corrino-ház azt tervezi, hogy visszatér a trónra, míg a Bene Gesserit közös ügyet folytat a Bene Tleilax-szal és a Ligával, hogy megszerezze az irányítást a fűszer és Paul Atreides gyermekei felett.

## Forrás
- Children of Dune (Google Books)